# Lycée Pierre-de-Fermat
El Lycée Pierre-de-Fermat també anomenat simplement Pierre-de-Fermat, és un Lycée públic, situat al Parvis des Jacobins de Tolosa, a les proximitats immediates del Capitoli de Tolosa; Ocupa un gran espai al centre de la ciutat com l'Hôtel de Bernuy. Contigua amb el claustre i l'església dels jacobins.
A l'inici del curs 2021, l'institut compta amb 9 classes de segon, primer i últim curs d'una mitjana de 30 alumnes per un total de poc més de 1.800 alumnes, inclosos 950 alumnes de Classe préparatoire aux grandes écoles (CPGE).

## Ex-alumnes famosos
- Émile Cartailhac
- André Cayatte
- François Duprat
- Marie-Sophie Lacarrau
- Georges Pompidou
- Paul Sabatier